# Gloucestershire Wassail

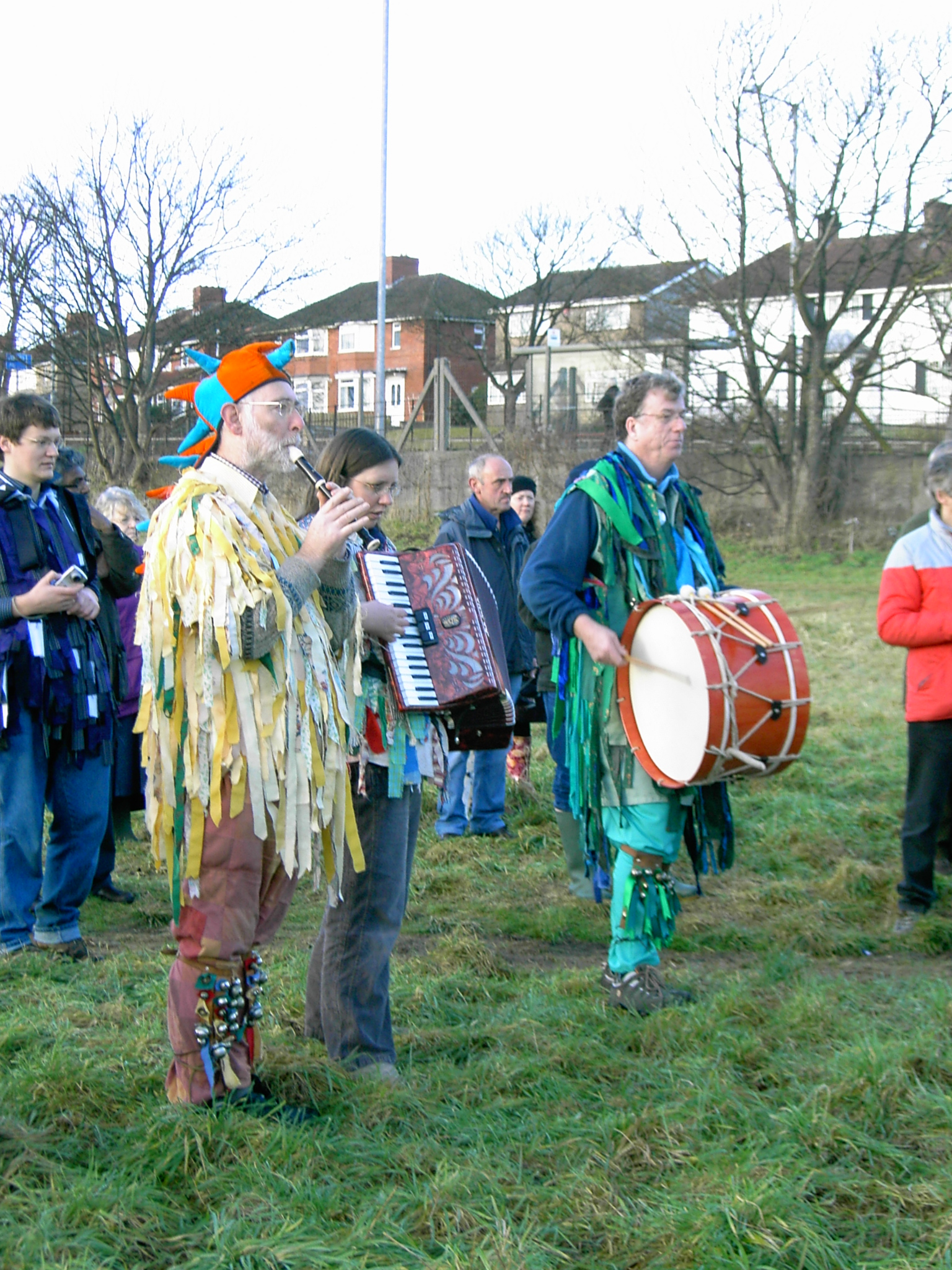
Wassailing

Gloucestershire Wassail oder nach seinem Anfangsvers, Wassail! wassail! all over the town (Wassail! Wassail! Über die ganze Stadt) ist ein traditionelles englisches Weihnachtslied (Wassailing Lied), das wahrscheinlich aus Gloucestershire stammt.
Das Lied besingt und ist Teil des alten Brauches des Wassailing (von mittelenglisch wæs hæil) bzw. Carolsingens von Haus zu Haus mit dem Wünschen einer guten Gesundheit.
Seine erste Strophe lautet:
Wassail! wassail! all over the town,

Our toast it is white and our ale it is brown;

Our bowl it is made of the white maple tree;

With the wassailing bowl, we'll drink to thee.
Wassail! Wassail! Über die ganze Stadt,

Unser Toast, es ist weiß, und unser Bier, es ist braun;

Unsere Schale ist aus weißem Ahornholz gemacht;

Mit der Wassailing-Schale werden wir dir zuprosten.
Es gibt viele voneinander abweichende Textfassungen des Liedes. Das Lied wurde unter anderem von Ralph Vaughan Williams arrangiert.
Quelle